# 400193 Castion
400193 Castion este o planetă minoră (asteroid), cu un diametru de 2,582 km, din centura de asteroizi. A fost descoperită pe 14 decembrie 2006 la osservatorio astronomico della Montagna Pistoiese⁠(d) de Andrea Boattini⁠(d) și a fost numită după Castiglione dei Pepoli. 
Obiectul prezintă o orbită caracterizată de o semiaxă mare de 2,638477073972 UAi, o excentricitate de 0,29217684281784, o înclinație de 12,515103013512 ° în raport cu ecliptica.